# Marie Tereza Rakouská-Este (1849–1919)
Marie Tereza Rakouská (2. července 1849, Brno – 3. února 1919, zámek Wildenwart, Německo) byla rakouská arcivévodkyně, princezna modenská a bavorská královna v letech 1913–1918, manželka posledního bavorského krále Ludvíka III.

## Život na Moravě
Marie Tereza Rakouská se narodila roku 1849 v Brně. Byla dcerou rakouského arcivévody a modenského prince Ferdinanda Karla Rakouského-Este (z vedlejší habsbursko-lotrinské linie Rakouských d'Este) a jeho manželky Alžběty Františky Rakouské. Vyrůstala v Brně a kromě německého jazyka ovládala i češtinu a maďarštinu. Její budoucností se měl stát sňatek s ovdovělým toskánským velkovévodou Ferdinandem IV.
Nakonec se však zasnoubila s princem Ludvíkem Bavorským, což byl syn prince Luitpolda Bavorského a vnuk bavorského krále Ludvíka I. K zásnubám došlo na zámku v Židlochovicích. Věnem nevěsty Marie Terezy Rakouské se stal kromě finančního obnosu rovněž zámek v Ivanovicích na Hané a uherský zámek Sárvár u města Szombathely. Svatba arcivévodkyně Marie Terezy a prince Ludvíka se konala 20. února 1868 ve vídeňském Hofburgu za osobní přítomnosti císaře Františka Josefa I.

## Život v Bavorsku
Mladí manželé se usídlili v Mnichově v Leuchtenberském paláci a většinu času trávili na zámku Wildenwart v Chiemgau nebo ve vile v Lindau u Bodamského jezera. Od roku 1875 trávili část roku i v zámečku na břehu Starnberského jezera. Marie Tereza se věnovala charitativní činnosti, botanice, zoologii a byla náruživou milovnicí horské turistiky. Botaniku a zoologii studovala na královské univerzitě v Mnichově. V průběhu manželství se stala matkou třinácti dětí. Její dcery byly provdány za prince z rodu Hohenzolernského, Sasko-Koburského a Bourbonsko-Sicilského, vévodu z Urachu a hraběte z Preysingu-Lichtenecku-Moosu.

## Bavorská královna
Po smrti prince regenta Luitpolda, v roce 1912, se stal manžel Marie Terezy regentem a vládl za duševně nemocného krále Otu I. O rok později, roku 1913, se po změně ústavy stal jako Ludvík III. bavorským králem a jeho manželka Marie Tereza královnou. V té době jí bylo již čtyřiašedesát let. Královský titul byl ale již jen formální, jelikož Bavorské království se stalo roku 1871 součástí Německého císařství a veškerá výkonná moc byla soustředěna v Berlíně. Královna Marie Tereza se i nadále věnovala charitativní činnosti, podílela se na založení ženské kliniky a školy pro porodní báby, byla protektorkou Spolku mnichovských umělkyň a bavorského Červeného kříže a velmistryní několika ženských řádů.

## Útěk z Bavorska
Těsně před koncem první světové války, 7. 11. 1918, bylo v Mnichově vyhlášeno stanné právo a královská rodina město opustila. Při útěku do bezpečí sjelo auto s králem a královnou ve tmě a mlze ze silnice, ale nikdo nebyl při této nehodě zraněn. Král s královnou však díky tomu dorazili do bezpečí na zámek Wildenwart v Chiemgau jako poslední z prchající skupiny. V Bavorsku mezitím vypukla revoluce a byla vyhlášena republika. Po několika dnech pobytu se královská rodina rozdělila a pokračovala v útěku. Král Ludvík s královnou a dcerou Helmtrud uprchli do Rakouska, kde Ludvík 13. 11. 1918 podepsal prohlášení, že mu vnější okolnosti neumožňují vykonávat vládu. Toto Ludvíkovo prohlášení bylo tiskem v Bavorsku označeno jako „zřeknutí se trůnu“. Po několika dnech se král s královnou vrátili zpět na zámek Wildenwart, kde Marie Tereza 3. 2. 1919 zemřela na následky rakoviny, kterou trpěla již delší čas.

Poslední bavorská královna Marie Tereza byla pochována v zámecké kapli a v roce 1921 byly její ostatky převezeny do Mnichova, kde je dnes pohřbena i se svým manželem Ludvíkem III. v dómě Zur unseren lieben Frau. Po převozu ostatků posledního královského páru do Mnichova byl bavorskou vládou vyhlášen 5. 11. 1921 státní smutek a pohřbu se zúčastnily desetitisíce obyvatel.

## Vývod z předků
|                            |                                              |  |                               |                                      |  |  |  |  |  |  |  | František I. Štěpán Lotrinský |
|                            |                                              |  |                               |                                      |  |  |  |  |  |  |  |                               |
|                            | Ferdinand Karel Habsbursko-Lotrinský         |  |                               |                                      |  |  |  |  |  |  |  |                               |
|                            |                                              |  |                               |                                      |  |  |  |  |  |  |  |                               |
|                            |                                              |  |                               | Marie Terezie                        |  |  |  |  |  |  |  |                               |
|                            |                                              |  |                               |                                      |  |  |  |  |  |  |  |                               |
|                            | František IV. Modenský                       |  |                               |                                      |  |  |  |  |  |  |  |                               |
|                            |                                              |  |                               |                                      |  |  |  |  |  |  |  |                               |
|                            |                                              |  |                               | Ercole III. d'Este                   |  |  |  |  |  |  |  |                               |
|                            |                                              |  |                               |                                      |  |  |  |  |  |  |  |                               |
|                            | Marie Beatrice d'Este                        |  |                               |                                      |  |  |  |  |  |  |  |                               |
|                            |                                              |  |                               |                                      |  |  |  |  |  |  |  |                               |
|                            |                                              |  |                               | Marie Tereza Cybo-Malaspina          |  |  |  |  |  |  |  |                               |
|                            |                                              |  |                               |                                      |  |  |  |  |  |  |  |                               |
|                            | Ferdinand Karel Viktor Rakouský-Este         |  |                               |                                      |  |  |  |  |  |  |  |                               |
|                            |                                              |  |                               |                                      |  |  |  |  |  |  |  |                               |
|                            |                                              |  |                               | Viktor Amadeus III. Sardinský        |  |  |  |  |  |  |  |                               |
|                            |                                              |  |                               |                                      |  |  |  |  |  |  |  |                               |
|                            | Viktor Emanuel I.                            |  |                               |                                      |  |  |  |  |  |  |  |                               |
|                            |                                              |  |                               |                                      |  |  |  |  |  |  |  |                               |
|                            |                                              |  |                               | Marie Antonie Španělská              |  |  |  |  |  |  |  |                               |
|                            |                                              |  |                               |                                      |  |  |  |  |  |  |  |                               |
|                            | Marie Beatrice Savojská                      |  |                               |                                      |  |  |  |  |  |  |  |                               |
|                            |                                              |  |                               |                                      |  |  |  |  |  |  |  |                               |
|                            |                                              |  |                               | Ferdinand Karel Habsbursko-Lotrinský |  |  |  |  |  |  |  |                               |
|                            |                                              |  |                               |                                      |  |  |  |  |  |  |  |                               |
|                            | Marie Tereza Rakouská-Este                   |  |                               |                                      |  |  |  |  |  |  |  |                               |
|                            |                                              |  |                               |                                      |  |  |  |  |  |  |  |                               |
|                            |                                              |  |                               | Marie Beatrice d'Este                |  |  |  |  |  |  |  |                               |
|                            |                                              |  |                               |                                      |  |  |  |  |  |  |  |                               |
| Marie Tereza Rakouská-Este |                                              |  |                               |                                      |  |  |  |  |  |  |  |                               |
|                            |                                              |  |                               |                                      |  |  |  |  |  |  |  |                               |
|                            |                                              |  | František I. Štěpán Lotrinský |                                      |  |  |  |  |  |  |  |                               |
|                            |                                              |  |                               |                                      |  |  |  |  |  |  |  |                               |
|                            | Leopold II.                                  |  |                               |                                      |  |  |  |  |  |  |  |                               |
|                            |                                              |  |                               |                                      |  |  |  |  |  |  |  |                               |
|                            |                                              |  |                               | Marie Terezie                        |  |  |  |  |  |  |  |                               |
|                            |                                              |  |                               |                                      |  |  |  |  |  |  |  |                               |
|                            | Josef Habsbursko-Lotrinský                   |  |                               |                                      |  |  |  |  |  |  |  |                               |
|                            |                                              |  |                               |                                      |  |  |  |  |  |  |  |                               |
|                            |                                              |  |                               | Karel III. Španělský                 |  |  |  |  |  |  |  |                               |
|                            |                                              |  |                               |                                      |  |  |  |  |  |  |  |                               |
|                            | Marie Ludovika Španělská                     |  |                               |                                      |  |  |  |  |  |  |  |                               |
|                            |                                              |  |                               |                                      |  |  |  |  |  |  |  |                               |
|                            |                                              |  |                               | Marie Amálie Saská                   |  |  |  |  |  |  |  |                               |
|                            |                                              |  |                               |                                      |  |  |  |  |  |  |  |                               |
|                            | Alžběta Františka Marie Habsbursko-Lotrinská |  |                               |                                      |  |  |  |  |  |  |  |                               |
|                            |                                              |  |                               |                                      |  |  |  |  |  |  |  |                               |
|                            |                                              |  |                               | Fridrich II. Evžen Württemberský     |  |  |  |  |  |  |  |                               |
|                            |                                              |  |                               |                                      |  |  |  |  |  |  |  |                               |
|                            | Ludvík Württemberský                         |  |                               |                                      |  |  |  |  |  |  |  |                               |
|                            |                                              |  |                               |                                      |  |  |  |  |  |  |  |                               |
|                            |                                              |  |                               | Bedřiška Braniborsko-Schwedtská      |  |  |  |  |  |  |  |                               |
|                            |                                              |  |                               |                                      |  |  |  |  |  |  |  |                               |
|                            | Marie Dorotea Württemberská                  |  |                               |                                      |  |  |  |  |  |  |  |                               |
|                            |                                              |  |                               |                                      |  |  |  |  |  |  |  |                               |
|                            |                                              |  |                               | Karel Kristián Nasavsko-Weilburský   |  |  |  |  |  |  |  |                               |
|                            |                                              |  |                               |                                      |  |  |  |  |  |  |  |                               |
|                            | Henrietta Nasavsko-Weilburská                |  |                               |                                      |  |  |  |  |  |  |  |                               |
|                            |                                              |  |                               |                                      |  |  |  |  |  |  |  |                               |
|                            |                                              |  |                               | Karolína Oranžsko-Nasavská           |  |  |  |  |  |  |  |                               |
|                            |                                              |  |                               |                                      |  |  |  |  |  |  |  |                               |